# Église Saint-Jean-des-Grésillons de Gennevilliers
L'église Saint-Jean-des-Grésillons  de Gennevilliers, est un lieu de culte catholique de la commune de Gennevilliers dans les Hauts-de-Seine.

## Histoire
La plaine des Grésillons était au XIXe siècle une vaste étendue de champs d'épandage de la ville de Paris, où de nombreux chiffonniers vivaient dans des campements rustiques. À cette époque, s’élevait à cet endroit une modeste chapelle en planches. Un prêtre de Gennevilliers y célébrait la Messe, et une femme de dévouement s'y était donné la mission d'enseigner le catéchisme.
Année après année, l'endroit prit sa vocation urbaine et des logements y furent construits. Un nouvel édifice y fut érigé en 1921, dont on ne sait rien, mais il fut restauré par l'Œuvre des Chantiers du Cardinal en 1960.
Le quartier, traversé par l'avenue éponyme, est aujourd'hui en pleine rénovation avec de nouvelles résidences avec jardins, et des ensembles d'immeubles de bureaux dont le nouveau siège de Prisma Presse, ainsi que des immeubles résidentiels construits selon les normes écologiques. La coulée verte Missak-Manouchian, alignée de tilleuls, longe un côté de l'église.
Le long de l'église, des salles paroissiales ont été construites, et un logement au 1° étage pour accueillir un Foyer d'accueil.

## Description
Il s'agit d'un édifice rectangulaire moderne sans clocher.
La façade moderne reprend dans sa forme globale les arcades des côtés et les baies de style néo-roman délimitant les trois travées de la nef.

## Paroisse
La paroisse avant les années 1950, s'occupait de nombreuses œuvres sociales. Cette activité a connu un fléchissement voulu, dans les années 1950. De nombreux bâtiments hébergeaient des activités culturelles et des possibilités de vie sociale.
En 1947, y est créée la chorale d'enfants Les Petits Rossignols de Saint-Jean-des-Grésillons, qui anime les messes de la paroisse d'Asnières-sur-Seine. Elle sera transformée en 1958 par Jean Amoureux, en une association laïque, les Petits Chanteurs d'Asnières.
L'actuel territoire de la paroisse comprend le nouveau quartier des Grésillons, côté Asnières-sur-Seine, dans les prolongement de Gennevilliers jusqu’à la Seine (entre le boulevard Voltaire à l’ouest, le Quai Aulagnier au sud le long de la Seine, la rue Henri Chapron à l’est et l’Avenue des Grésillons au nord)

## Ancienne chapelle Sainte-Jeanne-d'Arc
À proximité (42, avenue Louis-Roche), la chapelle Sainte-Jeanne-d'Arc a été bâtie entre 1931 et 1933 par l'architecte Marcel Favier avant d'être désaffectée dans les années 1960. Pendant la désaffectation, tout le mobilier religieux a été perdu. Elle devient dans les années 1970 le lieu d’un bar-restaurant, qui accueille ainsi en 2019 des concerts électro,.